# Jean Sagols
Pour les articles homonymes, voir Sagols.
Jean Sagols est un comédien, scénariste et réalisateur français, né en 1938.
Il a été acteur jusque dans les années 1970 et a ensuite réalisé des téléfilms et épisodes de séries télévisées. Il a aussi réalisé un film de cinéma Je m’appelle Bernadette, sorti en 2011.

## Biographie

### Origines et formation
Jean Sagols est né en 1938.

### Vie privée
Jean Sagols est marié à la comédienne Catherine Lafond, et il est le père du comédien Thomas Sagols.

## Filmographie

### Acteur

#### Cinéma

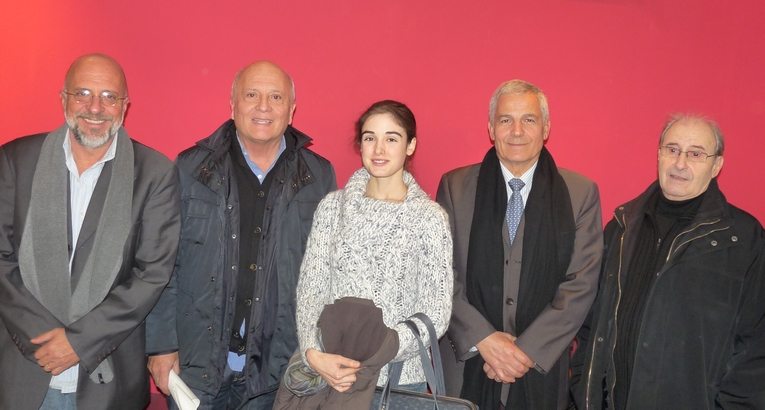
Le réalisateur du film Je m'appelle Bernadette, Jean Sagols, au côté de Katia Miran, l’interprète du rôle-titre, et entouré de l'équipe de production (cliché de janvier 2012).

- 1964 : Cargo pour la Réunion de Paul Mesnier : un des rôles principaux
- 1970 : Heureux qui comme Ulysse d'Henri Colpi : Hector
- 1974 : Les Suspects de Michel Wyn : le gendarme Santini

#### Télévision
- 1965 : Le Roi Lear de Jean Kerchbron
- 1967 : Les Habits noirs (série) de René Lucot : Michel
- 1971 : La Brigade des maléfices, épisode no 2 La Septième Chaine de Claude Guillemot
- 1972 : La Sainte Farce de Jean Pignol : Touraine
- 1973 : Monsieur Émilien est mort de Jean Pignol
- 1974 : Un curé de choc (26 épisodes de treize minutes) de Philippe Arnal : le curé Daniel
- 1974 : Les Brigades du Tigre, épisode Ce siècle avait sept ans de Victor Vicas
- 1974 : L'Accusée de Pierre Goutas (série télévisée) : René Damiens
- 1975 : Les Brigades du Tigre, épisode De la poudre et des balles de Victor Vicas

### Réalisateur

#### Télévision
Jean Sagols a réalisé des téléfilms et certains épisodes des séries télévisées suivantes :
- 1982 et 1986 : Cinéma 16, deux téléfilms : 
  - Le Collier de velours
  - La Dame de cœur
- 1986 : Chahut Bahut
- 1988 : Le Vent des moissons (7 épisodes)
- 1989 : Orages d'été (8 épisodes)
- 1989 : L'Agence
- 1990 : Marie Pervenche (2 épisodes)
- 1990 : Orages d'été, avis de tempête (9 épisodes)
- 1992 : Les Cœurs brûlés (8 épisodes)
- 1993 : Les Grandes Marées (8 épisodes)
- 1994 : Les Yeux d'Hélène (9 épisodes)
- 1995 : Les Filles du Lido (3 épisodes)
- 1996 : Terre indigo (8 épisodes)
- 2003-2004 : L'Instit (4 épisodes)
- 2004-2006 : Navarro (2 épisodes)
- 2005 : Mademoiselle Navarro

#### Cinéma
- 2011 : Je m'appelle Bernadette

## Théâtre

### Acteur
- 1967 : Marius de Marcel Pagnol, mise en scène René Sarvil, théâtre Sarah-Bernhardt, théâtre des Ambassadeurs
- 1968 : Marius de Marcel Pagnol, mise en scène René Sarvil, théâtre des Célestins